# 哈伯茲頓 (麻薩諸塞州)
哈伯茲頓（英語：Hubbardston）是一個位於美國麻薩諸塞州烏斯特縣的鎮。

## 人口
根據2020年美國人口普查的數據，哈伯茲頓的面積為108.70平方千米，當中陸地面積為106.30平方千米，而水域面積為2.40平方千米。當地共有人口4328人，而人口密度為每平方千米40人。